# Listă de filme produse de 20th Century Pictures
Listă de filme produse de 20th Century Pictures pe ani calendaristici. Mult filme produse de 20th Century Pictures trecut de la be distribuire de United Artists.
- The Bowery (1933)
- Broadway Through a Keyhole (1933)
- Blood Money (1933)
- Advice to the Lovelorn (1933)
- Gallant Lady (1933)
- Moulin Rouge (1934)
- The House of Rothschild (1934)
- Looking for Trouble (1934) (coproducție cu Darryl F. Zanuck)
- The Last Gentleman (1934)
- Born to Be Bad (1934) (prima caracteristica de la 20th Century Pictures pentru a obține o versiune DVD - în anul 2004)
- Bulldog Drummond Strikes Back (1934)
- The Affairs of Cellini (1934)
- The Mighty Barnum (1934)
- Clive of India (1935)
- Folies Bergère (1935)
- Les Misérables (1935)
- Cardinal Richelieu (1935)
- The Call of the Wild (1935)
- Show Them No Mercy! (1935)